# 居維利埃劇院

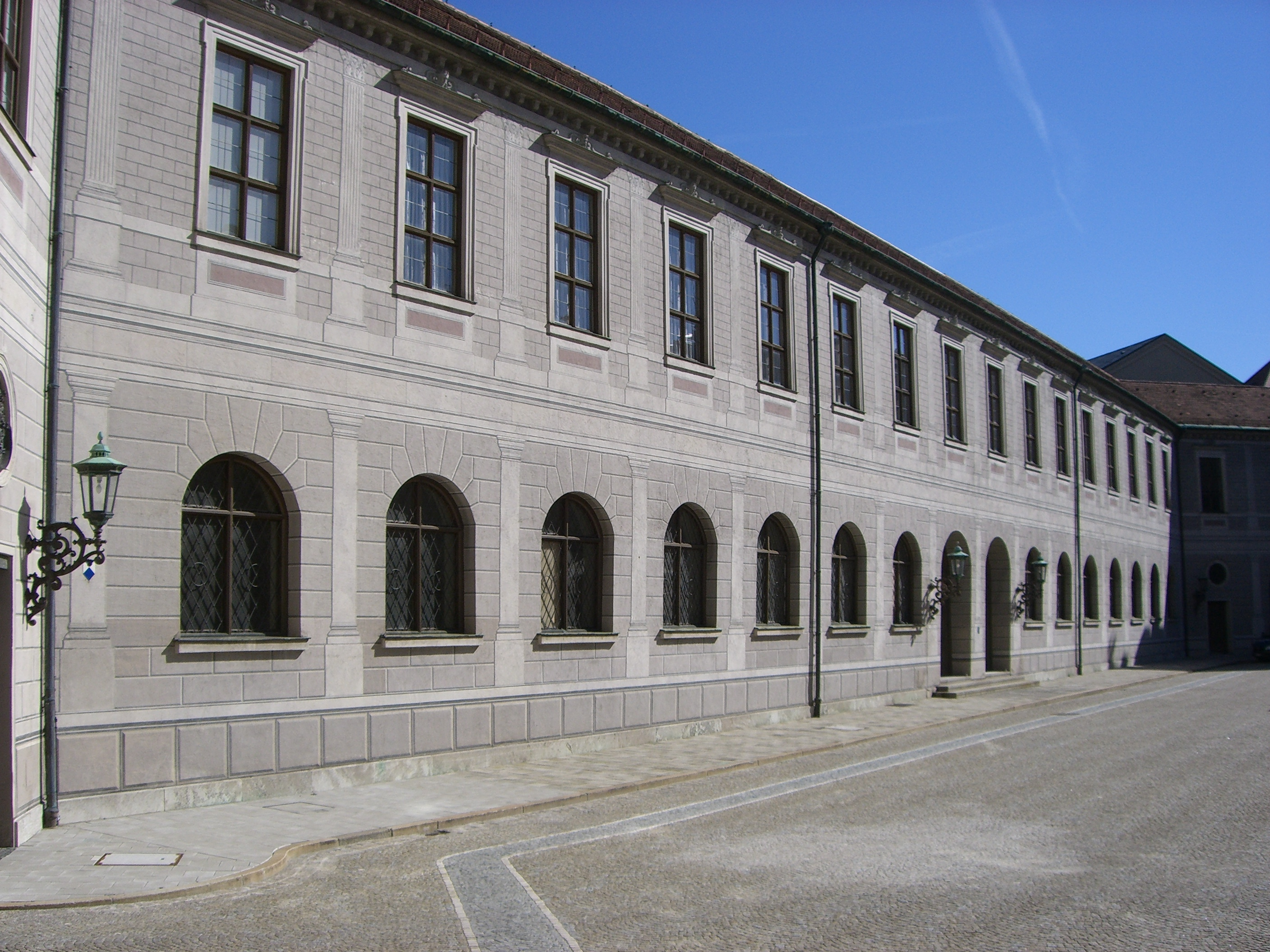
居維利埃劇院

居維利埃劇院（德語：Cuvilliés-Theater）是德國巴伐利亞州首府慕尼黑的一座劇院建築，又稱舊宮劇院。這座劇院由弗朗索瓦·德·居维利埃於1751年至1753年間修建，外觀为洛可可式風格。居維利劇院開幕於1753年10月12日。建築外觀呈馬蹄形。

## 外部連結
- Cuvilliés Theatre (web page of the Munich Residence) （页面存档备份，存于）
- Cuvilliés Theatre (Bavarian State Opera)

48°08′24″N 11°34′44″E / 48.14000°N 11.57889°E